# CoverGirl
CoverGirl é uma marca de cosméticos norte-americana fundada em 1958 em Baltimore, Maryland, pela Noxzema Chemical Company (mais tarde denominada Noxell) e adquirida pela Procter&Gamble, em 1989.
A estratégia de marketing da marca baseia-se em contratar modelos que marquem presença em capas de revistas (em inglês cover girls) utilizando os seus produtos de maquilhagem.

## Modelos
A atriz e modelo Cybill Shepherd foi uma das primeiras CoverGirl, aparecendo em várias publicidades e anúncios de televisão para a marca.
Inicialmente, oferecendo só uma gama de seis produtos, a marca teve um crescimento acentuado a partir de 1976 devido à contratação da supermodelo norte-americana Christie Brinkley. A empresa continuou a diversificar, ao longo dos anos, toda a gama dos seus produtos, mantendo o contrato com Brinkley que durou mais de 20 anos, até hoje o mais longo de sempre de uma modelo na indústria.
Em 2007 a cantora Rihanna assinou contrato como modelo exclusivo da marca, tendo feito vários anúncios publicitários para promover os produtos da marca.
Em 2019 a atriz Lili Reinhart assinou contrato como modelo exclusiva da marca, sendo o rosto da linha "Clean and Fresh"